# Эстерберг, Мартина
Мартина Эстерберг (Бергман-Эстерберг) (швед. Martina Österberg, полное имя Martina Sofia Helena Österberg, урождённая Bergman; 1849—1915) — шведская учительница гимнастики.

## Биография
Родилась 7 октября 1849 года в муниципалитете Eslöv в семье Карла Бергмана (Karl Bergman) и его жены Бетти Лундгрен (Betty Lundgren); в семье было ещё два брата, которые умерли в молодом возрасте, и три сестры, которые в конечном итоге поселились и жили за границей.
Мартина, получив частное образование на дому, в 1870—1873 годах работала гувернанткой, а в 1874—1877 годах работала в Nordisk familjebok, где познакомилась со своим будущим мужем. В 1879 году она прошла двухлетний курс гимнастики в стокгольмском в Королевском центральном институте (Gymnastik- och idrottshögskolan), изучая педагогическую и медицинскую гимнастику. Затем самостоятельно обучалась гимнастике, разработанной основателем шведской системы гимнастики Пером Лингом. Посетила Францию, Германию и Швейцарию. По окончании учёбы в 1881 году переехала в Лондон.
В 1885 году Мартина Бергман основала первый колледж по подготовке учителей гимнастики — Hampstead physical training college, в котором учились только девушки. Бергман разработала двухгодичный курс по образцу шведского Королевского центрального института. Сама она преподавала анатомию, физиологию животных, химию, физику, гигиену, теорию движения, танцы и шведскую гимнастику. В 1895 году она переехала в Дартфорд, графство Кент, где в сентябре этого же года открыла новый колледж, ставший известным как «Колледж физической культуры имени Бергмана Эстерберга». В 1897 году одна из её учениц — Мэри Тейт (Mary Tait), изобрела гимнастическое платье — Gymslip (платье-сарафан), которое облегчало движение девушек, занимающихся физическими упражнениями, заменяя неудобные юбки того времени. Эта одежда стала стандартной униформой у британских школьниц в XX веке.

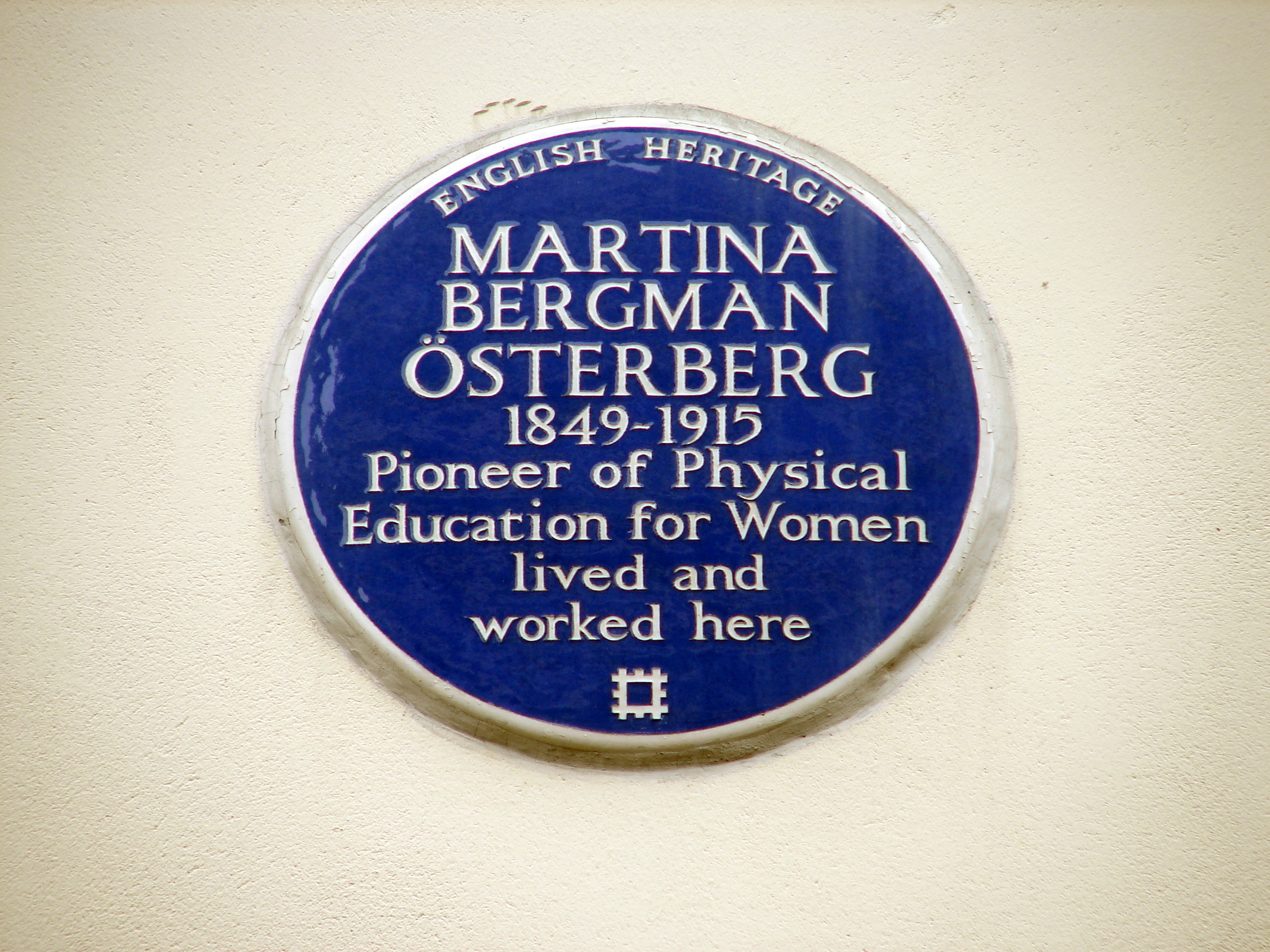
Синяя табличка на колледже

Мартина Эстерберг продолжала уделять много внимания обучению учителей гимнастики для девочек старших классов в школах для слепых и глухих, а также в рабочих клубах. Группа её воспитанниц создала в 1899 году Ассоциацию физического воспитания (Physical Education Association), представляющую работников новой профессии в Англии (впоследствии стала называться Physical Education Association of the United Kingdom). Эстерберг оставалась в колледже до конца своей жизни, но с 1913 года прекратила преподавательскую деятельность.
С 1886 года она была замужем за Эдвином Эстербергом — профессором Уппсальского университета. Но жили они по большей части раздельно — Эдвин Остерберг оставался в Швеции, а Мартина продолжала свою работу в Англии, посещая друг друга тогда, как позволяла их работа.
Умерла 29 июля 1915 года в Лондоне.
В 1906 году была удостоена шведской медали Литературы и искусств.

## Память
- В Гринвичском университете хранятся документы, относящиеся к Мартине Бергман-Эстерберг[3].
- В Англии ей установлены синие таблички.